# US Open 2007 - Singolare femminile in carrozzina
Esther Vergeer ha battuto in finale Florence Gravellier con il punteggio di 6–3, 6–1.

## Teste di serie
1. Esther Vergeer (campionessa)
2. Sharon Walraven (semifinali)

## Tabellone

### Legenda
| - Q = Qualificato - WC = Wild card - LL = Lucky loser | - ALT = Alternate - SE = Special Exempt - PR = Protected Ranking | - w/o = Walkover - r = Ritirato - d = Squalificato |

### Finali
|  | Primo turno            | Primo turno            | Primo turno            | Primo turno | Primo turno |  |  | Secondo turno | Secondo turno       | Secondo turno  | Secondo turno       | Secondo turno       |   |   | Finali | Finali         | Finali         | Finali | Finali |  |
|  |                        |                        |                        |             |             |  |  |               |                     |                |                     |                     |   |   |        |                |                |        |        |  |
|  | 1                      | Esther Vergeer         | Esther Vergeer         | 6           | 6           |  |  |               |                     |                |                     |                     |   |   |        |                |                |        |        |  |
|  |                        | Korie Homan            | Korie Homan            | 4           | 2           |  |  | 1             | Esther Vergeer      | Esther Vergeer | 6                   | 6                   |   |   |        |                |                |        |        |  |
|  | Beth Arnoulp-Ritthaler | Beth Arnoulp-Ritthaler | Beth Arnoulp-Ritthaler | 0           | 2           |  |  |               | Jiske Griffoen      | Jiske Griffoen | 1                   | 2                   |   |   |        |                |                |        |        |  |
|  | Jiske Griffoen         | Jiske Griffoen         | Jiske Griffoen         | 6           | 6           |  |  |               |                     |                |                     |                     |   |   | 1      | Esther Vergeer | Esther Vergeer | 6      | 6      |  |
|  | Florence Gravellier    | Florence Gravellier    | Florence Gravellier    | 7           | 6           |  |  |               |                     |                | Florence Gravellier | Florence Gravellier | 3 | 1 |        |                |                |        |        |  |
|  | Hong Young-Suk         | Hong Young-Suk         | Hong Young-Suk         | 5           | 3           |  |  |               | Florence Gravellier | 6              | 67                  | 6                   |   |   |        |                |                |        |        |  |
|  |                        | Mie Yaosa              | 3                      | 6           | 3           |  |  | 2             | Sharon Walraven     | 2              | 79                  | 4                   |   |   |        |                |                |        |        |  |
|  | 2                      | Sharon Walraven        | 6                      | 4           | 6           |  |  |               |                     |                |                     |                     |   |   |        |                |                |        |        |  |